# Lipik
Lipik je mesto na Hrvaškem, ki upravno spada pod Požeško-slavonsko županijo.
Naselje Lipik leži  v dolini rečice Pakre na nadmorski višini 153 m ob cesti Okučani - Daruvar. Kraj je znan po kobilarni v kateri vzgajajo Lipicance in po 60ºC topli termomineralni vodi. V starih listinah se predhodnik današnjega Lipika omenja že v rimski dobi. Prvi znani zapisi o termalni vodi so iz leta 1777, ko se omenja lesena zgradba s tremi kopalnimii kadmi. Pravi razvoj tako zdravilišča kot kraja pa se prične  v prvi polovici 19. stoletja, ko postavijo novo kopališko zgradbo.

## Demografija
| Pregled števila prebivalcev po letih | Pregled števila prebivalcev po letih | Pregled števila prebivalcev po letih | Pregled števila prebivalcev po letih | Pregled števila prebivalcev po letih | Pregled števila prebivalcev po letih | Pregled števila prebivalcev po letih | Pregled števila prebivalcev po letih | Pregled števila prebivalcev po letih | Pregled števila prebivalcev po letih | Pregled števila prebivalcev po letih | Pregled števila prebivalcev po letih | Pregled števila prebivalcev po letih | Pregled števila prebivalcev po letih | Pregled števila prebivalcev po letih |
| ------------------------------------ | ------------------------------------ | ------------------------------------ | ------------------------------------ | ------------------------------------ | ------------------------------------ | ------------------------------------ | ------------------------------------ | ------------------------------------ | ------------------------------------ | ------------------------------------ | ------------------------------------ | ------------------------------------ | ------------------------------------ | ------------------------------------ |
| 1857                                 | 1869                                 | 1880                                 | 1890                                 | 1900                                 | 1910                                 | 1921                                 | 1931                                 | 1948                                 | 1953                                 | 1961                                 | 1971                                 | 1981                                 | 1991                                 | 2001                                 |
| 228                                  | 421                                  | 567                                  | 814                                  | 971                                  | 1188                                 | 1180                                 | 1198                                 | 1407                                 | 1562                                 | 1694                                 | 2554                                 | 3243                                 | 3725                                 | 2300                                 |